# Henri Gérard
Pour les articles homonymes, voir Gérard.
Henri Gérard, né le 22 mars 1818 à Orléans (Loiret) et mort le 8 avril 1903 dans le 8e arrondissement de Paris, est un homme politique français.

## Biographie
Neveu du peintre François Gérard, il est vérificateur à la direction des musées de 1840 à 1849. 
Il se retire ensuite sur ses terres. Il devient maire de Barbeville et conseiller général du canton de Balleroy. 
Il est député monarchiste du Calvados de 1881 à 1902, et s'oppose à la politique des gouvernements républicains successifs. Son fils Maurice Gérard lui succède.
Grand amateur d'art, il est un important mécène et donateur du musée d'art de Bayeux, qui porte son nom depuis 1951[réf. nécessaire],.
Il publie plusieurs ouvrages sur son oncle :
- Œuvre du baron François Gérard, 3 volumes, Paris, Vignières & Rapilly, 1852-1857.
- Lettres adressées au baron François Gérard, peintre d'histoire, par les artistes et les personnages de son temps, seconde édition, 2 volumes in-12, Paris, A. Quantin, 1886

Il est autorisé à reprendre, par décret impérial du 9 février 1870 et lettres patentes du 4 mai suivant, le titre de baron conféré à son oncle par lettres du roi Louis XVIII, en 1820.
Après la mort de son oncle (1837) et de sa tante (1848), il hérite d'une propriété à Auteuil (Seine), qu'il revend en 1852 à la comtesse d'Aubusson de La Feuillade.
Il meurt à son domicile, à l'hôtel de La Vaupalière, no 85 rue du Faubourg-Saint-Honoré. Ses obsèques sont célébrées à l'église Saint-Philippe-du-Roule et il est inhumé au cimetière du Montparnasse. 

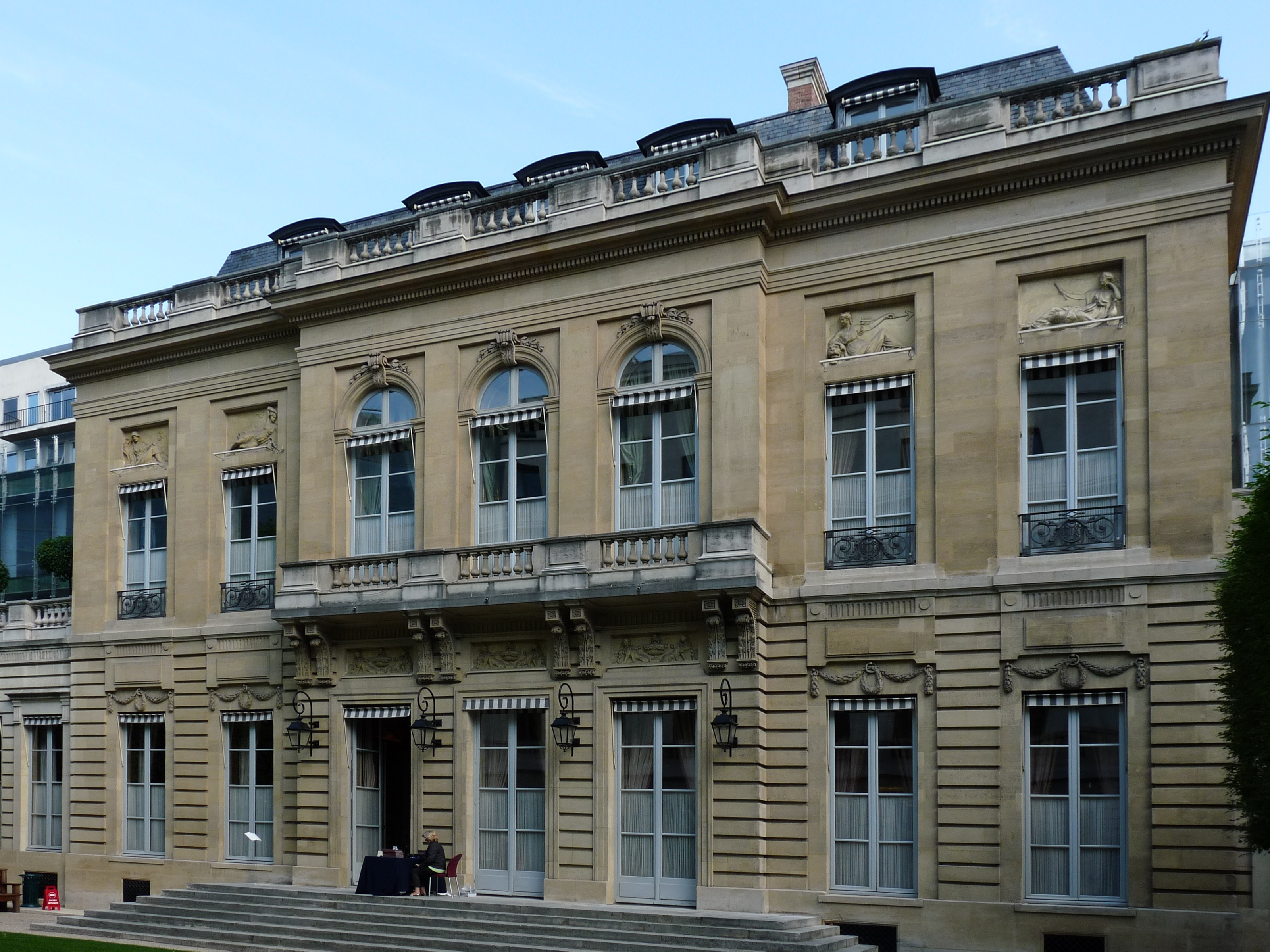
L'hôtel de La Vaupalière, domicile parisien du baron Gérard.

## Mariage et descendance
Henri Gérard épouse à Paris en 1846 Pauline Schnapper. Dont :
1. Marie Gérard (1849-1915), mariée en 1870 avec Fernand, comte Foy (1847-1927), conseiller-général du canton de Bayeux, créateur du haras de Barbeville.
2. Maurice Gérard conseiller général et député du Calvados (1853-1924), marié en 1880 avec Béatrix de Dampierre (1856-1937).